# Cruzeiro nuovo brasiliano
Il cruzeiro nuovo è stato la valuta transitoria del Brasile tra il 13 febbraio 1967 e il 14 maggio 1970. Era suddiviso in 100 centavo. Il suo simbolo era NCr$.

## Storia
Nel 1967, il Brasile ha introdotto il cruzeiro nuovo (l'aggettivo "nuovo", "novo" in portoghese, appare solo sulla serie provvisoria di banconote), con 1 cruzeiro nuovo pari a 1 000 cruzeiro "vecchi". Questa valuta è circolata transitoriamente dal 1967 al 1970, quando è stata sostituita dal secondo cruzeiro alla pari.
Si tratta di una valuta che fu creata in seguito alla perdita di valore del vecchio cruzeiro, che era in vigore dal 1942 e che aveva subito un enorme deprezzamento per la crescente inflazione verificatasi a causa dell'instabilità politica e dei conti pubblici fuori controllo.
Come risultato, fu predisposta una riforma monetaria che includeva la ridenominazione della valuta in cruzeiro nuovo, in modo da evitare confusione di valori tra le banconote preparate per la nuova valuta e quelle della valuta allora esistente.
Un cruzeiro nuovo era equivalente a mille vecchi cruzeiro, quindi le banconote della vecchia valuta furono sovrastampate con valori compresi tra 1 centavo e 10 cruzeiro nuovi.
Questi biglietti furono gradualmente sostituiti da nuove banconote che furono messe in circolazione nel 1970, con l'introduzione del secondo cruzeiro, e sono state ritirate dalla circolazione tra il 1972 e il 1975, quando solo le banconote della nuova valuta ebbero valore legale.
Furono inoltre emesse monete in acciaio inox da 1, 2 e 5 centavo, in cupronichel da 10 e 20 centavo e in nichel da 50 centavo, che rimasero in circolazione anche dopo l'entrata in vigore del secondo cruzeiro.

### Base normativa della nuova moneta
Questa nuova valuta fu istituita con il Decreto Legge 13 novembre 1965, n. 1 (D.O.U. del 17 novembre 1965), e regolamentata con il Decreto 8 febbraio 1967, n. 60.190 (D.O.U. del 9 febbraio 1967), che ne fissò il valore equivalente a mille vecchi cruzeiro e ristabilì il centavo.
Il Consiglio Monetario Nazionale, con la Risoluzione 8 febbraio 1967, n. 47, stabilì la data del 13 febbraio 1967 per l'inizio di vigenza della nuova valuta (art. I). Nella medesima risoluzione, erano già previste la ridenominazione della valuta in "cruzeiro" e l'adozione del simbolo Cr$ (art. X), fatti accaduti poi solo nel 1970.

## Monete
Le monete sono state introdotte in tagli da 1, 2, 5, 10, 20 e 50 centavo. Le monete da 1, 2 e 5 centavo erano in acciaio inox, mentre le denominazioni più alte in cupronichel o nichel.
| Emissioni regolari | Emissioni regolari | Emissioni regolari | Emissioni regolari | Emissioni regolari | Emissioni regolari | Emissioni regolari   | Emissioni regolari               | Emissioni regolari                                         | Emissioni regolari                | Emissioni regolari | Emissioni regolari | Emissioni regolari                                                                              |
| Immagine           | Immagine           | Valore             | Parametri tecnici  | Parametri tecnici  | Parametri tecnici  | Parametri tecnici    | Descrizione                      | Descrizione                                                | Periodo di circolazione           | Data di emissione  | Tiratura           | Note                                                                                            |
| Diritto            | Rovescio           | Valore             | Diametro           | Spessore           | Massa              | Composizione         | Diritto                          | Rovescio                                                   | Periodo di circolazione           | Data di emissione  | Tiratura           | Note                                                                                            |
| ------------------ | ------------------ | ------------------ | ------------------ | ------------------ | ------------------ | -------------------- | -------------------------------- | ---------------------------------------------------------- | --------------------------------- | ------------------ | ------------------ | ----------------------------------------------------------------------------------------------- |
|                    |                    | 1 centavo          | 17,0 mm            | 1,50 mm            | 2,63 g             | Acciaio inossidabile | BRASIL, Effigie della Repubblica | Valore e data                                              | 1º agosto 1968 - 31 dicembre 1980 | 1967               | 100 246 000        | Le monete datate 1967 furono coniate in quell'anno, ma entrarono in circolazione solo nel 1968. |
| 1,00 mm            | 1,75 g             | 1 centavo          | 17,0 mm            | 1969               | 243 966 303        | Acciaio inossidabile | BRASIL, Effigie della Repubblica | Valore e data                                              | 1º agosto 1968 - 31 dicembre 1980 |                    |                    | Le monete datate 1967 furono coniate in quell'anno, ma entrarono in circolazione solo nel 1968. |
|                    |                    | 2 centavo          | 19,0 mm            | 1,50 mm            | 3,25 g             | Acciaio inossidabile | BRASIL, Effigie della Repubblica | Valore e data                                              | 1º agosto 1968 - 31 dicembre 1980 | 1967               | 104 121 000        | Le monete datate 1967 furono coniate in quell'anno, ma entrarono in circolazione solo nel 1968. |
| 1,00 mm            | 2,16 g             | 2 centavo          | 19,0 mm            | 1969               | 252 839 303        | Acciaio inossidabile | BRASIL, Effigie della Repubblica | Valore e data                                              | 1º agosto 1968 - 31 dicembre 1980 |                    |                    | Le monete datate 1967 furono coniate in quell'anno, ma entrarono in circolazione solo nel 1968. |
|                    |                    | 5 centavo          | 21,0 mm            | 1,50 mm            | 3,97 g             | Acciaio inossidabile | BRASIL, Effigie della Repubblica | Valore e data                                              | 1º agosto 1968 - 31 dicembre 1980 | 1967               | 98 532 000         | Le monete datate 1967 furono coniate in quell'anno, ma entrarono in circolazione solo nel 1968. |
| 1,00 mm            | 2,64 g             | 5 centavo          | 21,0 mm            | 1969               | 548 716 303        | Acciaio inossidabile | BRASIL, Effigie della Repubblica | Valore e data                                              | 1º agosto 1968 - 31 dicembre 1980 |                    |                    | Le monete datate 1967 furono coniate in quell'anno, ma entrarono in circolazione solo nel 1968. |
|                    |                    | 10 centavo         | 23,0 mm            | 1,50 mm            | 5,52 g             | Cupronichel          | BRASIL, Effigie della Repubblica | Valore e data, rappresentazione dell'industria siderurgica | 1º agosto 1968 - 15 agosto 1984   | 1967               | 108 269 000        | Le monete datate 1967 furono coniate in quell'anno, ma entrarono in circolazione solo nel 1968. |
|                    |                    | 20 centavo         | 25,0 mm            | 1,80 mm            | 7,86 g             | Cupronichel          | BRASIL, Effigie della Repubblica | Valore e data, rappresentazione dell'industria petrolifera | 1º agosto 1968 - 15 agosto 1984   | 1967               | 123 814 000        | Le monete datate 1967 furono coniate in quell'anno, ma entrarono in circolazione solo nel 1968. |
|                    |                    | 50 centavo         | 27,0 mm            | 1,70 mm            | 8,74 g             | Nichel               | BRASIL, Effigie della Repubblica | Valore e data, rappresentazione dell'industria navale      | 1º agosto 1968 - 15 agosto 1984   | 1967               | 13 089 000         | Le monete datate 1967 furono coniate in quell'anno, ma entrarono in circolazione solo nel 1968. |

## Banconote
Nel 1967 la serie provvisoria che venne messa in circolazione era costituita dalle banconote del vecchio cruzeiro sulle quali erano stati sovrastampati i valori di 1, 5, 10 e 50 centavo, 1, 5 e 10 cruzeiro nuovi.
Queste banconote sono state ritirate tra il 1972 e il 1975.
| Serie provvisoria | Serie provvisoria | Serie provvisoria | Serie provvisoria          | Serie provvisoria                                       | Serie provvisoria                 | Serie provvisoria |
| Immagine          | Immagine          | Valore            | Descrizione                | Descrizione                                             | Periodo di circolazione           | Note              |
| Fronte            | Retro             | Valore            | Fronte                     | Retro                                                   | Periodo di circolazione           | Note              |
| ----------------- | ----------------- | ----------------- | -------------------------- | ------------------------------------------------------- | --------------------------------- | ----------------- |
|                   |                   | 1 centavo         | Getúlio Vargas             | Allegoria di uomo con componenti meccanici              | 13 febbraio 1967 - 30 giugno 1972 | Con sovrastampa   |
|                   |                   | 5 centavo         | Isabella del Brasile       | Allegoria della legge                                   | 13 febbraio 1967 - 30 giugno 1972 | Con sovrastampa   |
|                   |                   | 10 centavo        | Pietro II del Brasile      | Allegoria della cultura nazionale                       | 13 febbraio 1967 - 30 giugno 1972 | Con sovrastampa   |
|                   |                   | 50 centavo        | Giovanni VI del Portogallo | Allegoria dell'industria marittima con navi             | 13 febbraio 1967 - 30 giugno 1973 | Con sovrastampa   |
|                   |                   | 1 NCr$            | Pedro Álvares Cabral       | Quadro "A Primeira Missa no Brasil" di Victor Meirelles | 13 febbraio 1967 - 30 giugno 1973 | Con sovrastampa   |
|                   |                   | 5 NCr$            | Tiradentes                 | Quadro "Tiradentes ante o Carrasco" di Rafael Falco     | 13 febbraio 1967 - 30 giugno 1974 | Con sovrastampa   |
|                   |                   | 10 NCr$           | Alberto Santos-Dumont      | Il volo del 14-bis                                      | 13 febbraio 1967 - 30 giugno 1975 | Con sovrastampa   |